# Sophie de Condorcet
Sophie de Condorcet, per esteso Sophie Marie Louise de Grouchy, marchesa di Condorcet, in italiano Sofia di Condorcet (Meulan, 8 aprile 1764 – Parigi, 4 settembre 1823), è stata una scrittrice e traduttrice francese.
Erudita, intelligente e istruita, parlava correntemente sia l'inglese che l'italiano e mantenne un fortunato salotto letterario. Era sorella del maresciallo dell'Impero Emmanuel de Grouchy e moglie del matematico e filosofo Nicolas de Condorcet.

## Biografia
Nacque nel castello di Villette, pervenuto in eredità a suo padre, marchese François Jacques de Grouchy (1715-1808), prima di tre figli. Inizialmente destinata ad un convento per dame nobili dove fu postulante dai 20 ai 22 anni, il suo spirito brillante e scettico, la sua bellezza e la sua intelligenza affascinarono il filosofo Nicolas de Condorcet, di vent'anni più anziano di lei, che sposò nel 1786 nel castello di famiglia, testimone anche Lafayette.
Insieme al marito andarono ad abitare all'Hôtel des Monnaies appena costruito, residenza alla quale Condorcet aveva diritto in quanto ispettore generale della Zecca, e vi tennero un salotto letterario che divenne subito rinomato e frequentato da numerosi filosofi illuministi. 
Non è irragionevole supporre che ella abbia giocato un ruolo nel femminismo del marito, autore del celebre opuscolo Sur l'admission des femmes au droit de cité (3 luglio 1790).
In seguito all'accusa promossa contro di lei dal Club dei Giacobini, dopo la morte del marito, incarcerato con l'accusa di tradimento dopo alcuni mesi di latitanza a Bourg-la-Reine il 25 marzo 1794 e trovato misteriosamente morto nel carcere due giorni dopo, Sofia si trovò in ristrettezze finanziarie e dovette aprire un negozio (realizzava in carcere e vendeva ritratti di condannati alla ghigliottina) per poter avere un mezzo di sostentamento. Nel 1799 riuscì a recuperare una parte dei suoi beni, potendo così riprendere la sua attività mondana e intellettuale, riaprì il salotto letterario che l'aveva resa famosa e che divenne un focolaio d'opposizione al Primo Impero, e pubblicò le opere del defunto marito.
Oltre alle sue Lettres sur la sympathie, si dedicò anche alla traduzione di Thomas Paine e Adam Smith.
Amica fra gli altri di Giulia Beccaria e del giovane Alessandro Manzoni, fu legata da una convivenza ventennale a Claude Fauriel, che non volle tuttavia mai sposare, considerando umiliante contrarre matrimonio con un non nobile.
Alla morte il suo corpo venne inumato nel cimitero di Père-Lachaise (divisione 10).

## Opere

### Originali
- (FR)  Lettres sur la sympathie; suivies des Lettres d'amour, Montréal, Étincelle, 1994

### Traduzioni
- Adam Smith, Théorie des sentimens moraux, ou, Essai analytique sur les principes des jugemens que portent naturellement les hommes, d'abord sur les actions des autres et ensuite sur leurs propres actions, Paris, F. Buisson, 1798